# UNSMIL

Libië

De Ondersteuningsmissie van de Verenigde Naties in Libië, of kortweg UNSMIL – naar de Engelse benaming – is een politieke missie die na de burgeroorlog in 2011 naar Libië werd gestuurd. De missie werd opgericht middels resolutie 2009 van de VN-Veiligheidsraad op 16 september 2011. De speciale vertegenwoordiger van de secretaris-generaal in Libië heeft de leiding, te weten:
- Ian Martin (2011–2012)
- Tarek Mitri (2012–2014)
- Bernardino León (2014–2015)
- Martin Kobler (2015–2017)
- Ghassan Salamé (2017–2020)
- Stephanie Williams (2020-2021)
- Ján Kubiš (2021-...)

Het mandaat dat de missie meekreeg hield in:
- De openbare veiligheid herstellen.
- Politieke dialoog en een grondwettelijk- en electoraal proces aanvatten.
- Het staatsgezag uitbreiden via onder meer de overheidsinstellingen en -diensten.
- De mensenrechten promoten en beschermen en de overgangsjustitie ondersteunen.
- Onmiddellijk economisch herstel bewerkstelligen.
- Helpen met het inzamelen van wapens en het onder controle brengen van wapenstromen.

Eind november 2011 kwam er een overgangsregering. Resolutie 2022 droeg UNSMIL op, om die te helpen met het onder controle brengen van de vele wapens die in Libië circuleerden; in het bijzonder draagbare luchtdoelraketten.
Nog later omvatte het mandaat ook de coördinatie van buitenlandse hulp, het ondersteunen van de levering van noodhulp aan de bevolking en advies verlenen inzake de stabilisatie van bevrijde – onder meer van IS – gebieden.